# Euporia (satélite)
Euporia (del griego Εὐπορία) o Júpiter XXXIV es un satélite natural de Júpiter. Fue descubierto por un equipo de astrónomos de la Universidad de Hawái liderado por Scott S. Sheppard en 2001. Obtuvo la denominación temporal S/2001 J 10.

Euporia tiene cerca de 2 kilómetros de diámetro, y orbita a Júpiter a una distancia media de 19,088 millones de km en 538,780 días terrestres, con una inclinación de 145° de la eclíptica (144,858° del ecuador de Júpiter). Su órbita es retrógrada con una excentricidad de 0,0960.
La Unión Astronómica Internacional le asignó un nombre definitivo en agosto de 2003.

El nombre asignado fue Euporia, una de las Horas de la mitología griega, diosa de la abundancia.
Es el miembro más interior del grupo de Ananké, satélites pequeños e irregulares de Júpiter con una órbita retrógrada. Se hallan situados desde unos 19,3 a unos 22,7 millones de km de Júpiter, con inclinaciones que rondan los 150°.